# Куроян, Иосиф Яковлевич
Ио́сиф Я́ковлевич Куроя́н (Овсеп Акопович Куроян; арм. Կուրոյան Հովսեփ Հակոբի; 13 января 1935 — 1 декабря 2017, Москва) — советский и российский художник-мультипликатор рисованных фильмов.

## Биография
Родился 13 января 1935 года.
В 1951 году окончил художественную школу. В 1954—1959 годах (с перерывом на службу на Северном морфлоте) учился на курсах художников-мультипликаторов при «Союзмультфильме».
В 1964—1971 годах учился в Московском Полиграфическом институте (специальность — «Графика»). В 1974 году окончил Московскую городскую народную певческую школу при Большом театре СССР, дипломант XII Всемирного фестиваля молодёжи и студентов в Москве (1985).
В 1959—1999 годах — мультипликатор на киностудии «Союзмультфильм» (около 200 рисованных фильмов). В 1984—1989 годах руководил кружком рисованной мультипликации при Центральном Доме кинематографистов.
В дальнейшем сотрудничал со студиями «Анимафильм», «Ренешанс», ФГУП «Киностудия „Союзмультфильм“».
Двукратный чемпион эскадры кораблей Северного флота по боксу (1955, 1956), призёр первенства Северного флота по боксу (1956).

## Фильмография

### Художник-мультипликатор
- 1959 — Скоро будет дождь
- 1960 — Винтик и Шпунтик — весёлые мастера
- 1960 — Лиса, бобёр и другие
- 1960 — Разные колёса
- 1961 — Большие неприятности
- 1961 — Козлёнок
- 1961 — МУК (Мультипликационный Крокодил) № 6
- 1962 — Случай с художником
- 1963 — Беги, ручеёк
- 1964 — Дюймовочка
- 1964 — Ситцевая улица
- 1965 — Светлячок № 6
- 1966 — Зайдите, пожалуйста!
- 1966 — Происхождение вида
- 1967 — Слонёнок
- 1967 — Шпионские страсти
- 1969 — Девочка и слон
- 1969 — Что такое хорошо и что такое плохо
- 1970 — Синяя птица
- 1972 — В тридесятом веке
- 1972 — Коля, Оля и Архимед
- 1972 — Плюс электрификация
- 1972 — Фаэтон — сын Солнца
- 1973 — Как это случилось
- 1973 — Щелкунчик
- 1973 — Василёк
- 1974 — Мешок яблок
- 1974 — С бору по сосенке
- 1974 — Юморески (выпуск 2)
- 1975 — Фантик. Первобытная сказка
- 1975 — Необычный друг
- 1975 — В порту
- 1976 — Детский альбом
- 1976 — Легенда о старом маяке
- 1976 — Переменка № 1
- 1976 — Просто так
- 1976 — Муха-Цокотуха
- 1977 — Как грибы с горохом воевали
- 1977 — Наш добрый мастер
- 1977 — Ох и Ах идут в поход
- 1977 — Весёлая карусель № 9
- 1978 — Горный мастер
- 1978 — Дед Мороз и серый волк
- 1978 — Жирафа и очки
- 1978 — Илья Муромец и Соловей-разбойник
- 1978 — Как утёнок-музыкант стал футболистом
- 1978 — Ограбление по…
- 1978 — Спасибо, аист!
- 1978 — Чудеса в решете
- 1979 — Золушка
- 1979 — Охота
- 1979 — Переменка № 2
- 1979 — Премудрый пескарь
- 1979 — Салют, Олимпиада!
- 1981 — День рождения бабушки
- 1981 — Ивашка из дворца пионеров
- 1981 — Мария, Мирабела
- 1981 — Мороз Иванович
- 1981 — Пёс в сапогах
- 1981 — Тайна третьей планеты
- 1981 — Приходи на каток
- 1982 — Парадоксы в стиле рок
- 1982 — Олимпионики
- 1982 — Чучело-Мяучело
- 1983 — Волчище — серый хвостище
- 1983 — Горе — не беда
- 1983 — О, море, море!..
- 1983 — Слонёнок и письмо
- 1984 — А что ты умеешь?
- 1984 — Медведь — липовая нога
- 1984 — Про Фому и про Ерёму
- 1984 — Птицелов
- 1985 — Перфил и Фома
- 1985 — Два билета в Индию
- 1985 — Пропал Петя-петушок
- 1985 — Сказ о Евпатии Коловрате
- 1986 — Воспоминание
- 1986 — Трое на острове
- 1987 — Как ослик грустью заболел
- 1987 — Смех и горе у Бела моря
- 1987 — Шурале
- 1987 — Белая трава
- 1988 — Седой медведь
- 1989 — Надводная часть айсберга
- 1989 — Сегодня в нашем городе
- 1991 — История одного города. Органчик
- 1991 — Mister Пронька
- 1992 — Глаша и Кикимора
- 1992 — Непобедимые тойстеры. Затерянные в Тойберии
- 1993 — Весёлая карусель № 25: Ответ
- 1994 — Фантазёры из деревни Угоры
- 1996 — Лягушка-путешественница
- 2001 — Ёлочка для всех
- 2003 — Хорошо забытое старое